# سرو غوادالوبي
السرو الغوادالوبي نوع نباتي شجري ينتمي إلى جنس السرو من الفصيلة السروية.

## الانتشار
موطنه جزيرة غوادالوب الواقعة في المحيط الهادئ قبالة ساحل ولاية باخا كاليفورنيا في المكسيك.